# الجعيدة (القبيطة)

تعديل مصدري - تعديل

الجعيدة هي إحدى قرى عزلة اليوسفين بمديرية القبيطة التابعة لمحافظة لحج، بلغ تعداد سكانها 1269 نسمة حسب تعداد اليمن لعام 2004.